# Roxborough (Trinidad und Tobago)
Roxborough ist eine Stadt auf der karibischen Insel Tobago in Trinidad und Tobago. Sie ist Hauptstadt der Region Eastern Tobago.

## Geographie
Roxborough liegt im Osten der Insel an der Südküste am Atlantik und hat 2089 Einwohner (Stand Zensus 2011). Sie ist über die an der Südküste entlangführende Windward Road mit Scarborough, der Inselhauptstadt, verbunden; diese Straße führt weiter über Speyside nach Charlotteville. Eine weitere Straße führt quer durch die Insel zur Nordküste nach Parlatuvier.
Etwa einen Kilometer nordwestlich befindet sich der Argyle-Wasserfall. 

## Geschichte
Der Ort ist nach einer ehemaligen Zuckerrohrplantage, dem Roxborough Estate, benannt. Anfang 1876 fanden auf der Plantage die nach dem damaligen Polizeichef benannten Belmanna-Unruhen statt. Die von der Sklaverei befreiten Schwarzen konnten nur bei ihren ehemaligen Herren Arbeit bekommen, die zudem schlecht bezahlt war. Aus Unzufriedenheit zündeten sie die Plantage an und widersetzten sich der Festnahme der Brandstifter, woraufhin Belmanna in die Menge feuern ließ; eine Frau kam dabei ums Leben. Die wütenden Arbeiter töteten Belmanna. Der Aufstand wurde nach wenigen Tagen von der britischen Kolonialverwaltung niedergeschlagen.

## Persönlichkeiten
- Claude Noel (1949–2023), Boxer
- Tracy Davidson-Celestine (* 1978), Politikerin
- Winston Duke (* 1986), Schauspieler